# Tereza Mašková
Tereza Anna Žilák Mašková (* 11. dubna 1996 Třinec) je česká zpěvačka a vítězka páté řady pěvecké soutěže Česko Slovenská SuperStar.

## Hudební kariéra

### 2018–2022
Porotu i diváky zaujala nejen rozsahem svého hlasu, ale také svými růžovými vlasy.[zdroj⁠?!] Krátce po vítězství v SuperStar dostala nabídku účinkovat v páté řadě show Tvoje tvář má známý hlas, po boku Evy Burešové či Patrika Děrgela, kde ztvárnila zpěváky jako Rihannu, Mariku Gombitovou, Karla Gotta, Pink nebo rappera 50 Centa. Celkově se umístila na 4. místě.
Zpívá už od 5 let a vystudovala Konzervatoř Jaroslava Ježka v Praze. Dříve se zúčastnila také soutěže Česko Slovensko má talent 2010 a WCOPA 2014 v Los Angeles,[zdroj⁠?!] kde získala 1. místo v kategorii muzikál.
V listopadu 2018 jí vyšlo eponymní album, 17. listopadu je doplnil singl „New Me“. Dne 16. června 2019 jí vyšel druhý debutový singl Žár, kde se poprvé ukázala s krátkými vlasy. Dne 13. října 2019 vyšel její třetí debutový singl „O nás dvou“, kterou složili kapela No Name společně s herečkou Janou Kolesárovou. V roce 2019 účinkovala v Činoherním klubu v alternaci s Evou Burešovou ve hře Sopranistky, kde ztvárnila Kylah. V červnu 2020 vydala čtvrtý debutový singl „Tažní ptáci“.
Dne 12. června 2020 vydala své první debutové album Zmatená. Dne 4. září 2020 vyšla titulní píseň „Tam za řekou“ k pohádce Princezna zakletá v čase, kterou Tereza nazpívala společně s Markem Lamborou a Natálií Germáni. Na konci října 2020 vydala pátý debutový singl „Nahá“ z alba Zmatená. Dne 25. prosince 2021 vyšel původní rozhlasový muzikál Strašidlo cantervillské pro Český rozhlas Dvojka, kde ztvárnila ženu sira Simona Eleanoru. Dne 15. května 2022 vydala singl „Dívej se na mě“, z připravovaného druhého studiového alba.
Od září roku 2022 je společně s Václavem Noidem Bártou novou členkou Orchestru Karla Vlacha. Dne 21. října 2022 vyšlo její druhé sólové album Svět je málo růžový. Dne 23. října 2022 vyšla titulní píseň k albu „Náš Příběh“, kterou nazpívala společně s Markem Lamborou. Od března 2023 ztvárňuje v alternaci s Evou Burešovou hlavní roli Rachel Marron v muzikálu The Bodyguard v Hudebním divadle Karlín. Dne 22. listopadu 2022 vyšla titulní píseň „Cesta z bodláčí“ k pohádce Princezna zakletá v čase 2, kterou nazpívala s Markem Lamborou, Jánem Jackuliakem a Simonou Zmrzlou.

### 2023–dosud
Dne 24. dubna 2023 bylo oznámeno, že je jednou z účastnic dvanácté řady soutěže StarDance …když hvězdy tančí. Dne 22. června 2023 bylo oznámeno, že si zatančí s Danielem Kecskemétim. Ze soutěže byli vyřazeni v 5. kole.
Dne 17. září 2023 vydala druhý singl „Budu při tobě stát“ z alba Svět je málo růžový. Dne 19. listopadu 2023 odehrála svůj první velký koncert v Prážské Lucerně, mezi hosty se objevili Marek Lambora, Igor Timko a Zoltán Sallai ze skupiny No Name. Dne 11. prosince 2023 k padesátému výročí pohádky Tři oříšky pro Popelku nazpívala v odlišném aranžmá song „Tři oříšky“. V únoru 2024 pro Českou televizi uvedla, že trpí bulimií.
V březnu 2024 vyšel její nový singl „Jíst, spát, meditovat, milovat“. Ve videoklipu si zahrála i její sestra Veronika. Dne 4. a 5. října 2024 odehrála koncerty v Pražské Lucerně, mezi hosty se objevili například Marek Ztracený, Ondřej Brzobohatý nebo Darija Pavlovičová.
Dne 1. prosince 2024 vyšla její první vánoční písnička „Tebe toužím si přát“.
K pohádce Čarovné jablko (2024) nazpívala titulní píseň „Láska hlídá nás“. Slovenskou verzi písně „Láska stráži nás“ nazpívala společně s Ondřejem Brzobohatým.

## Diskografie

### Alba
| Rok  | Album                                 |
| ---- | ------------------------------------- |
| 2018 | Tereza Mašková (Vítěz Superstar 2018) |
| 2020 | Zmatená                               |
| 2022 | Svět je málo růžový                   |
| 2025 | Tereza Mašková: Růžová Lucerna Live   |

### Singly
| Rok  | Název písně                                     | Album               |
| ---- | ----------------------------------------------- | ------------------- |
| 2018 | New Me                                          | Zmatená             |
| 2019 | Žár                                             | Zmatená             |
| 2019 | O Nás Dvou                                      | Zmatená             |
| 2019 | Láskou se splést                                | Zmatená             |
| 2020 | Tažní ptáci                                     | Zmatená             |
| 2020 | Tam za řekou ft. Marek Lambora, Natália Germáni |                     |
| 2020 | Nahá                                            | Zmatená             |
| 2022 | Dívej se na mě                                  | Svět je málo růžový |
| 2022 | Náš Příběh ft. Marek Lambora                    | Svět je málo růžový |
| 2022 | Cesta z bodláčí                                 |                     |
| 2023 | Budu při tobě stát                              | Svět je málo růžový |
| 2023 | Tři oříšky                                      |                     |
| 2024 | Jíst, spát, meditovat, milovat                  |                     |
| 2024 | Pocit feat. Vojtěch Drahokoupil                 |                     |
| 2024 | Tebe toužím si přát                             |                     |
| 2024 | Láska stráži nás ft. Ondřej G. Brzobohatý       |                     |
| 2024 | Láska hlídá nás                                 |                     |

### Dabing
- Odvážná Vaiana 2, 2024 (film) - Matangi

## Soukromý život
Dne 9. listopadu 2021 oznámila přes instagram, že se zasnoubila se svým přítelem Oliverem Žilákem. Dne 10. května 2025 se s Oliverem vzali.